# Zadnia Murańska Przełęcz
Zadnia Murańska Przełęcz (ok. 1370 m) – jedna z trzech Murańskich Przełęczy w zachodniej części słowackich Tatr Bielskich, najdalej z nich wysunięta na wschód. Znajduje się w ich grani głównej, pomiędzy Murańską Turnią (ok. 1400 m) na zachodzie i Muraniem na wschodzie (1890 m). Znajduje się zaraz po wschodniej stronie Murańskiej Turni. W stosunku do Murania jest to przełęcz bardzo głęboka (deniwelacja  wynosi 520 m). Jej  południowo-zachodnie stoki stromo opadają do koryta Jaworowego Potoku. Porastający je las powaliła wichura w maju 1968 r. Stoki północno-wschodnie nieco mniej stromo opadają do dna górnej części Doliny Międzyściennej. Porasta je piękny las bukowo-jaworowy. 
Nazwę przełęczy po raz pierwszy podał Władysław Cywiński w 4 tomie przewodnika Tatry. Wśród wszystkich trzech Murańskich Przełęczy Zadnia jest najważniejsza. Na nią wyprowadzają ścieżki z Polany pod Muraniem, Doliny Międzyściennej i z Zakryw, z przełęczy tej prowadzi też ścieżka na Bujakową Płaśń. Wszystkie te przejścia opisuje Wł. Cywiński w swoim przewodniku. Obecnie jednak cały obszar Tatr Bielskich to zamknięty dla turystów i taterników obszar ochrony ścisłej, opisane ścieżki są nieznakowane, przejście nimi jest zabronione.  